# Biathlon-Junioreneuropameisterschaften 2022
Die Offenen Biathlon-Junioreneuropameisterschaften 2022 wurden vom 17. bis 23. Januar 2022 auf der slowenischen Hochebene Pokljuka ausgetragen. Sie fanden wie in den Vorjahren getrennt von den Europameisterschaften statt.

## Medaillenspiegel
| Platz | Land        |   |   |   |   |
| ----- | ----------- | - | - | - | - |
| 01    | Frankreich  | 3 | 3 | 2 | 8 |
| 02    | Deutschland | 3 | 1 | 1 | 5 |
| 03    | Tschechien  | 1 | 0 | 1 | 2 |
| 04    | Bulgarien   | 1 | 0 | 0 | 1 |
| 05    | Finnland    | 0 | 2 | 1 | 3 |
| 06    | Italien     | 0 | 1 | 1 | 2 |
| 06    | Russland    | 0 | 1 | 1 | 2 |
| 08    | Polen       | 0 | 0 | 1 | 1 |

Endstand nach 8 Wettbewerben

## Zeitplan
| Datum            | Männer | Männer                               | Frauen                               | Frauen                               |
| ---------------- | ------ | ------------------------------------ | ------------------------------------ | ------------------------------------ |
| 19. Januar (Mi.) | 14:00  | Einzel (15 km)                       | 10:30                                | Einzel (12,5 km)                     |
| 20. Januar (Do.) | 10:30  | Single-Mixed-Staffel (6 km + 7,5 km) | Single-Mixed-Staffel (6 km + 7,5 km) | Single-Mixed-Staffel (6 km + 7,5 km) |
| 20. Januar (Do.) | 14:00  | Mixed-Staffel (4 × 6 km)             | Mixed-Staffel (4 × 6 km)             | Mixed-Staffel (4 × 6 km)             |
| 22. Januar (Sa.) | 14:00  | Sprint (10 km)                       | 10:30                                | Sprint (7,5 km)                      |
| 23. Januar (So.) | 14:00  | Verfolgung (12,5 km)                 | 10:30                                | Verfolgung (10 km)                   |

## Ergebnisse Mixed
| Rang | Name                                              |
| ---- | ------------------------------------------------- |
| 1    | DeutschlandJohanna Puff Darius Lodl               |
| 2    | RusslandAnastassija Grischina Jewgenij Emerchonow |
| 3    | FrankreichFany Bertrand Paul Fontaine             |
| 4    | ItalienMartina Trabucchi Iacopo Leonesio          |
| 5    | FinnlandNoora Kaisa Keränen Arttu Heikkinen       |
| 6    | SlowakeiZuzana Remeňová Damián Cesnek             |
| 7    | TschechienKristýna Otcovská Tomáš Mikyska         |
| 8    | PolenDaria Gembicka Jan Guńka                     |
| 9    | Vereinigte StaatenAurora Cramer Maxime Germain    |
| 10   | EstlandLisbeth Liiv Tuudor Palm                   |

| Rang | Name                                                                         |
| ---- | ---------------------------------------------------------------------------- |
| 1    | FrankreichCamille Coupé Jeanne Richard Damien Levet Jacques Jefferies        |
| 2    | DeutschlandSelina Kastl Luise Müller Benjamin Menz Albert Engelmann          |
| 3    | TschechienGabriela Masaříková Tereza Jandová Ondřej Mánek Jonáš Mareček      |
| 4    | ItalienGaia Brunetto Sara Scattolo Christoph Pircher Nicolò Betemps          |
| 5    | BulgarienWalentina Dimitrowa Lora Christowa Wassil Saschew Blagoj Todew      |
| 6    | ÖsterreichLea Rothschopf Lara Wagner Maximilian Prosser Andreas Hechenberger |
| 7    | RusslandAmina Iwanowa Anastassija Syrianowa Alexei Kowalew Alexander Kornew  |
| 8    | BelarusDarija Kudajewa Julija Kawaleuskaja Pawel Belko Iwan Tulazin          |
| 9    | SlowenienKaja Zorč Živa Klemenčič Matic Repnik Jaša Zidar                    |
| 10   | FinnlandEmilia Irvankoski Sonja Leinamo Otto Invenius Jonni Mukkala          |